# Maciej Pałyszko
Maciej Pałyszko (ur. 2 stycznia 1978 w Warszawie) – polski lekkoatleta specjalizujący się w rzucie młotem. Syn Zbigniewa.

## Osiągnięcia
Złoty medalista Gimnazjady w 1994 (79,64 m młotem o wadze 5,0 kg). W 1996 w Sydney wywalczył tytuł mistrza świata juniorów (wynik: 71,24 m), a rok później w słoweńskiej Lublanie wygrał mistrzostwa Europy juniorów (74,12 m). W roku 1999 zdobył brązowy medal mistrzostw Europy młodzieżowców w Göteborgu osiągając wynik 73,50 m. Uczestnik Igrzysk Olimpijskich w Sydney (2000). W zawodach superligi pucharu Europy w 2002 z wynikiem 78,25 m zajął drugie miejsce. Cztery lata wcześniej w zawodach I ligi pucharu Europy był pierwszy (75,30 m). Srebrny medalista Igrzysk Frankofońskich (2001) z wynikiem 75,25 m; w tym samym roku zajął 11. miejsce na Mistrzostwach świata w lekkoatletyce w Edmonton. Wielokrotny medalista mistrzostw Polski jednak tytuł Mistrza Polski wywalczył tylko raz w roku 1998. Zawodnik warszawskich klubów: Legii, Warszawianki TOP 2000 i Skry. Obecnie reprezentuje Kielecki Klub Lekkoatletyczny. Do 2014 Rekordzista Polski w rzucie ciężarem (21,34 m – 2009).

## Rekordy życiowe
- rzut młotem – 80,89 m (13 lipca 2003, Bydgoszcz[1]) – 5. wynik w historii polskiej lekkoatletyki
- rzut młotem (5 kg) – 82,88 (30 września 1995, Warszawa[2])